# Bernardo da Offida
Bernardo da Offida, al secolo Domenico Peroni (Appignano del Tronto, 7 novembre 1604 – Offida, 22 agosto 1694), è stato un religioso cappuccino italiano, beatificato da papa Pio VI il 25 maggio 1795.

## Biografia
Nato da un'umile e numerosa famiglia, da bambino fu pastore. Nel 1626 entrò nei cappuccini del convento di Corinaldo: terminato il noviziato a Camerino, emise i voti solenni assumendo il nome di Bernardo da Offida.
Fu assegnato prima al convento di Fermo, poi a quello di Ascoli e, nel 1650, a quello di Offida, dove rimase fino alla morte.
Rimase sempre un frate laico e si dedicò alle attività più umili: si distinse per la devozione eucaristica e la sollecitudine verso i poveri e gli ammalati.
In occasione della sua beatificazione, Haydn compose una Messa che fu eseguita per la prima volta a Vienna.